# Atletica leggera ai Giochi della XI Olimpiade - Getto del peso

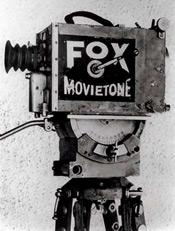
Video della gara (durata: 3'40")

La competizione del getto del peso di atletica leggera ai Giochi della XI Olimpiade si è disputata il giorno 2 agosto 1936 allo Stadio Olimpico di Berlino.

## L'eccellenza mondiale
| Campione olimpico 1932  | 16,005       | Leo Sexton    | Rit. 1933 |
| Primatista mondiale     | 17,40 (1934) | Jack Torrance | Presente  |
| Primatista europeo      | 16,54 (1936) | Hans Woellke  | Presente  |
| Primatista stagionale   | 16,61        | Jack Torrance | Presente  |
| Vincitore selezioni USA | 15,70        | Jack Torrance | Presente  |

1. ↑  Stabilito il 17 giugno.

## Risultati

### Turno eliminatorio
Qualificazione14,50 m
Nessuna misura viene ufficializzata.
| Non ottengono la misura richiesta | Non ottengono la misura richiesta |
| Atleta                            | Nazione                           |
| --------------------------------- | --------------------------------- |
| Abdul Rahim                       | Afghanistan                       |
| Antônio Lira                      | Brasile                           |
| Chen Baoqiu                       | Repubblica di Cina                |
| Jules Noël                        | Francia                           |
| Shizuo Takada                     | Giappone                          |
| Jean Wagner                       | Lussemburgo                       |
| Jaroslav Vítek                    | Cecoslovacchia                    |

### Finale
Jack Torrance non è mai in gara e si deve accontentare del quinto posto.

Wöllke, invece, dopo aver iniziato con un buon 15,96, viene superato da Sulo Bärlund, che al secondo turno lancia a 16,03, nuovo record olimpico. Nei due turni successivi nessuno supera la fettuccia dei 16 metri. Ci riesce Wöllke al quinto lancio, quando scavalca Bärlund con 16,20.
La replica del finlandese è immediata: 16,12. È il suo nuovo primato personale ma non gli basta per vincere.
La finale di Getto del peso viene ripresa da Leni Riefenstahl e sarà inserita nel film Olympia.
| Pos.    | Atleta                | Età | Nazione        | Misura | Lanci di finale | Lanci di finale | Lanci di finale | Lanci di finale | Lanci di finale | Lanci di finale |
| Pos.    | Atleta                | Età | Nazione        | Misura | 1°              | 2°              | 3°              | 4°              | 5°              | 6°              |
| ------- | --------------------- | --- | -------------- | ------ | --------------- | --------------- | --------------- | --------------- | --------------- | --------------- |
| Oro     | Hans Woellke          | 25  | Germania       | 16,20  | 15,96           | 14,76           | 15,72           | 15,9            | 16,2            | 14,98           |
| Argento | Sulo Bärlund          | 26  | Finlandia      | 16,12  | 15,68           | 16,03           | 14,98           | 15,52           | 16,12           | 15,42           |
| Bronzo  | Gerhard Stöck         | 26  | Germania       | 15,66  | 15,56           | 15,56           | 15,14           | 15,29           | 14,78           | 15,66           |
| 4       | Samuel Francis        | 22  | Stati Uniti    | 15,45  | 15,45           | 15,09           | 15,09           | n               | 14,57           | 13,61           |
| 5       | Jack Torrance         | 24  | Stati Uniti    | 15,38  | 15,38           | 14,4            | 15,34           | 14,79           | 14,57           | 14,56           |
| 6       | Dimitri Zaitz         | 18  | Stati Uniti    | 15,32  | 15,32           | 14,16           | 14,09           | 14,09           | n               | 14,85           |
| 7       | František Douda       | 27  | Cecoslovacchia | 15,28  | 15,09           | 15,05           | 15,28           |                 |                 |                 |
| 8       | Arnold Viiding        | 25  | Estonia        | 15,23  | 14,72           | 14,31           | 15,23           |                 |                 |                 |
| 9       | Gunnar Bergh          | 27  | Svezia         | 15,01  | 14,83           | 15,01           | 14,51           |                 |                 |                 |
| 10      | Hans-Heinrich Sievert | 26  | Germania       | 14,79  | 14,79           | 14,43           | 13,23           |                 |                 |                 |
| 11      | Aleksa Kovačević      | 26  | Jugoslavia     | 14,74  | 14,74           | n               | 14,27           |                 |                 |                 |
| 12      | József Darányi        | 30  | Ungheria       | 14,63  | 14,63           | 14,45           | n               |                 |                 |                 |
| 13      | Risto Kuntsi          | 24  | Finlandia      | 14,61  | n               | 14,2            | 14,61           |                 |                 |                 |
| 14      | István Horváth        | 26  | Ungheria       | 14,32  | 13,66           | 14,18           | 14,32           |                 |                 |                 |
| 15      | Karel Hoplíček        | 22  | Cecoslovacchia | 14,12  | 14,12           | 13,72           | 13,34           |                 |                 |                 |